# بول جي. تريمبلي
بول جي. تريمبلي (بالإنجليزية: Paul G. Tremblay)‏ (30 يونيو 1971، أورورا في الولايات المتحدة)؛ روائي أمريكي. درس في جامعة فيرمونت.

## روابط خارجية
- بول جي. تريمبلي على موقع IMDb (الإنجليزية)